# Sandon, Staffordshire
Sandon är en by i civil parish Sandon and Burston, i distriktet Stafford, i grevskapet Staffordshire i England. Byn är belägen 7 km från Stafford. Byn nämndes i Domedagsboken (Domesday Book) år 1086, och kallades då Scandone.